# Piper Kerman
Piper Eressea Kerman (nació el 28 de septiembre de 1969) es una escritora de memorias estadounidense que fue condenada por contrabando de drogas y lavado de dinero. Fue encarcelada en FCI Danbury. Escribió el libro Orange Is the New Black: Crónica de mi año en una prisión federal de mujeres, que inspiró el programa de televisión Orange Is the New Black.